# Гальярдо, Альберто
Альбе́рто Галья́рдо (исп. Alberto Gallardo; 28 ноября 1940, Чинча-Альта, Ика — 19 января 2001, Лима) — перуанский футболист и тренер. Выступал на позиции нападающего в таких клубах, как «Марискаль Сукре», «Спортинг Кристал», «Милан», «Кальяри» и «Палмейрас». Также играл за национальную сборную. В её составе провёл 37 матчей, забил 11 голов и принял участие в чемпионате мира 1970 года.
Он умер из-за осложнённой формы аппендицита. Также у него был разрыв селезёнки, который вызвал внутреннее кровотечение.

## Карьера

### Клубная
Альберто Гальярдо был темнокожим. Первым его клубом был «Марискаль Сукре» из родного города. За него он играл в 1958 году и провёл 18 матчей, забив 12 голов. После этого Гальярдо в 1959 году покинул команду и перешёл в другой клуб из столицы — «Спортинг Кристал». За четыре года выступлений он сыграл 72 матча и забил 56 голов. В 1961 году стал чемпионом Перу и лучшим бомбардиром первенства с 18 голами. В следующем году он также стал лучшим бомбардиром, забив 22 гола. Также в 1962 году принимал участие в Кубке Либертадорес. В стартовом матче против «Насьоналя» он сделал дубль, однако уругвайцы всё-равно победили 3:2. Через 10 дней он вновь забил, на этот раз «Расингу». В 1963 году на Альберто обратил внимание «Милан» и приобрёл его. За «россонери» Гальярдо поиграл всего один сезон, проведя 15 матчей и забив 2 гола. После Милана он отправился в «Кальяри», но и там не смог заиграть. Через два года футболист вернулся в Южную Америку и стал игроком бразильского «Палмейраса». С ним он выиграл Лигу Паулисту и Кубок Бразилии. 12 февраля 1967 года Гальярдо вышел на замену на 32 минуте встречи с «Наутико Ресифи» вместо Жулиньо, который проводил свой прощальный матч. В 1968 Альберто Гальярдо вернулся в «Спортинг Кристал». Играя до 1975 года он провёл за клуб 170 матчей и забил 71 гол. Стал трёхкратным чемпионом Перу. В 1968 году в розыгрыше Кубка Либертадорес он забил 5 мячей и по количеству голов на турнире стал девятым, вместе с бразильцем Сервилио из «Палмейраса». Всего в Кубках Либертадорес он сыграл 26 матчей и забил 10 голов. В национальных чемпионатах Гальярдо провёл 364 матча, забил 163 мяча.

### Международная
Альберто принимал участие в летних Олимпийских играх 1960 года в Риме. На турнире он сыграл 3 матча.
В сборной Гальярдо дебютировал в 1962 году. В следующем году принял участие в чемпионате Южной Америки. На том турнире он забил 4 гола. На чемпионате мира 1970 года в Мексике он сыграл 4 игры и забил два гола. В стартовом матче он поразил ворота Болгарии. Выиграв два матча и один проиграв, перуанцы вышли в 1/4 финала, где встречались со сборной Бразилии. Перу проиграл 2:4, Альберто Гальярдо отметился красивым голом в ворота Феликса Миели.

## Достижения

### Командные
- Чемпион Перу (4): 1961, 1968, 1970, 1972
- Чемпион штата Сан-Паулу: 1966
- Обладатель Кубка Бразилии: 1967

### Личные
- Лучший бомбардир чемпионата Перу: 1961, 1962